# Etagebouw (hout)

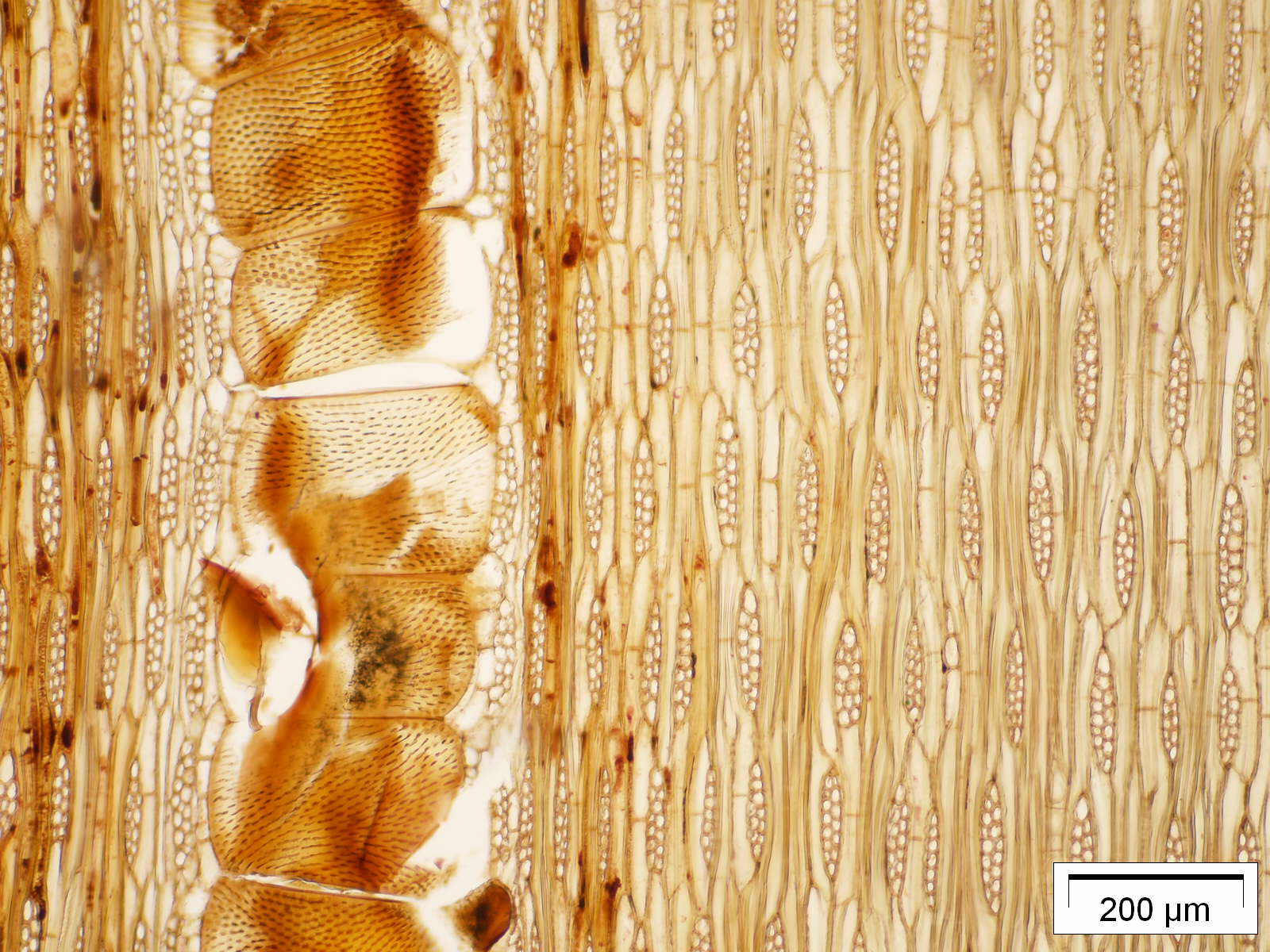
Microscopisch plaatje van Rio palissander: etagebouw inclusief de stralen. Vatleden, parenchymstrengen (twee cellen per streng) en stralen doen mee.

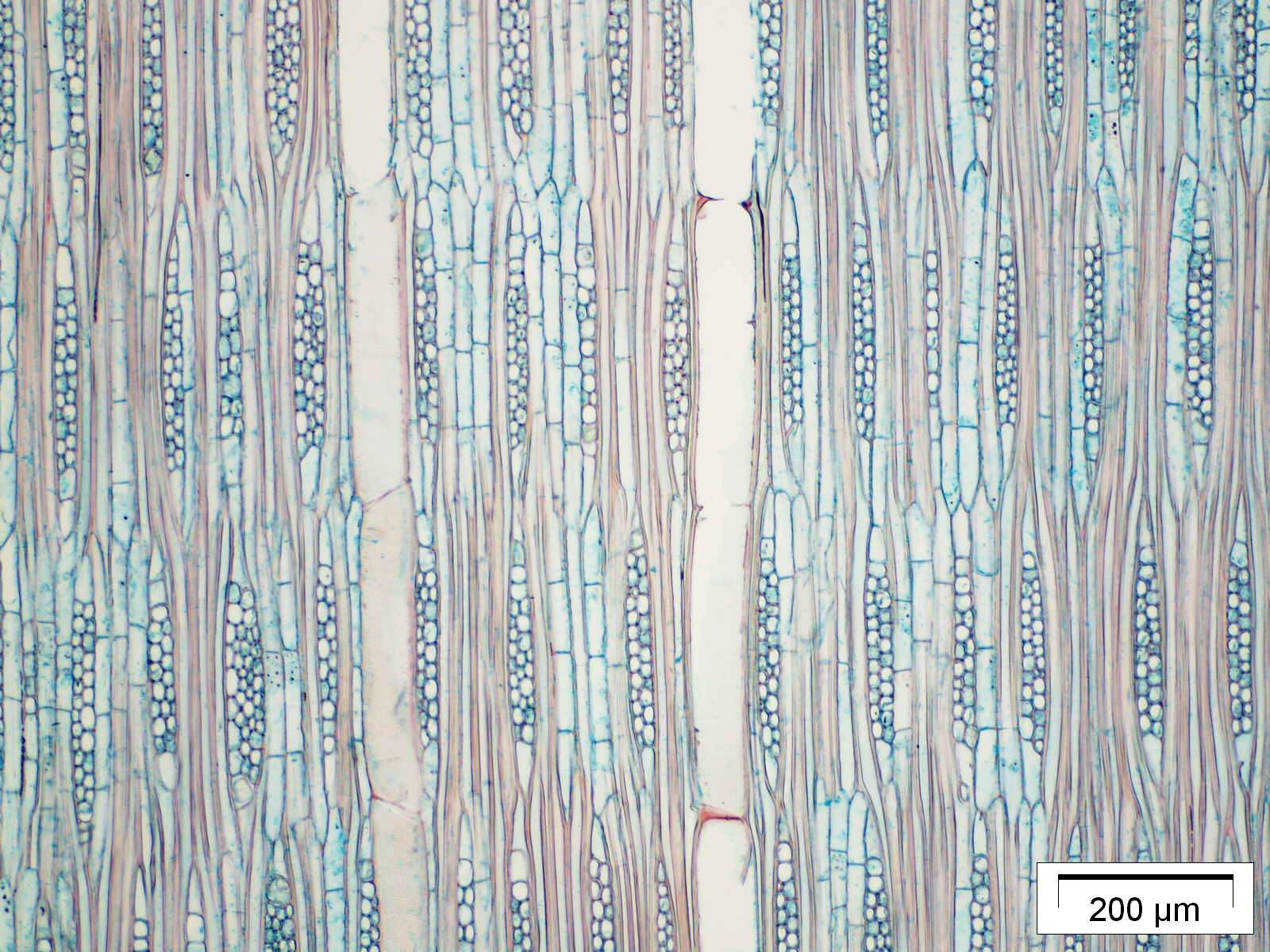
Microscopisch plaatje van mansonia: etagebouw inclusief de stralen. Vatleden, parenchymstrengen (vier cellen per streng) en stralen doen mee.

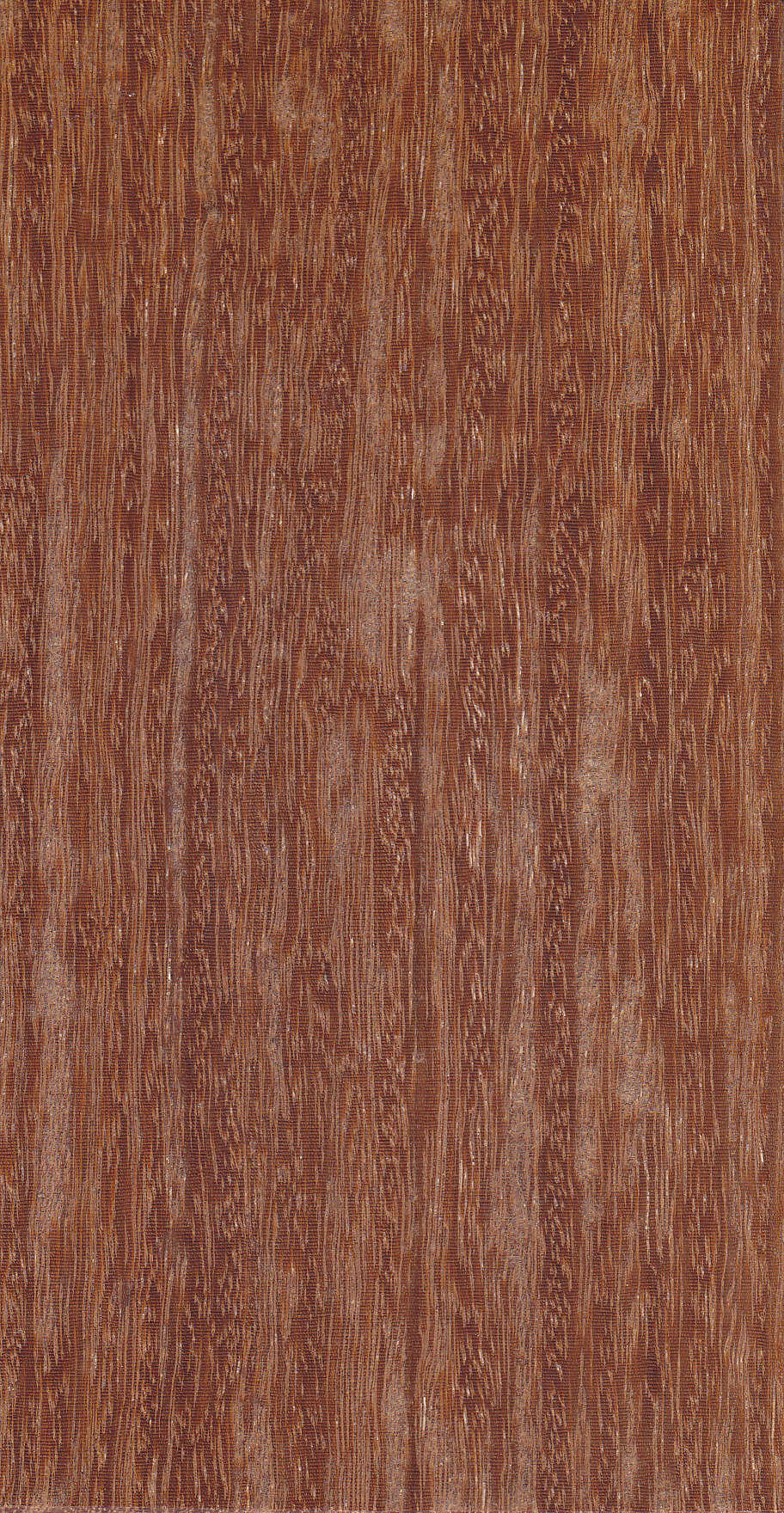
Houtsoort met etagebouw inclusief de stralen, zo'n beetje zichtbaar met het blote oog (eventueel vergroten).

Etagebouw (Engels: storied structure, Duits: Stockwerkbau) is een term uit de plantkunde die betrekking heeft op de structuur van hout. Het betekent dat elementen in het hout in horizontale vlakken gerangschikt zijn. Etagebouw betekent dat de verschillende cellen of delen die uit deze elementen bestaan horizontaal gezien op dezelfde hoogte liggen.
Er zijn in het algemeen twee soorten etagebouw:
1. van alleen axiale elementen: de houtvaten en het axiaal parenchym, plus eventuele tracheïden (axiale elementen zijn in de richting van de lengteas van het plantendeel georiënteerd).
2. ook de houtstralen (die al horizontaal lopen) doen mee. Soms heeft hout stralen in twee verschillende groottes, waarbij de kleine stralen in één etage meedoen, maar de grote zich over twee, drie of meer etages uitstrekken.

Etagebouw komt alleen voor in hout van tweezaadlobbigen, dus in loofhout. Het is meestal een karakteristiek van een bepaalde botanische soort of geslacht, al wil het wel voorkomen dat in een en dezelfde stam sommige delen van het hout wel etagebouw hebben en andere niet. De aanwezigheid van etagebouw is dus een betrouwbaar kenwerk, de afwezigheid niet (altijd). Soms is etagebouw niet netjes horizontaal, maar loopt het scheef (in echelon). 
Het verschijnsel is vooral te vinden in tropische houtsoorten. Bekende houtsoorten met uitgesproken etagebouw zijn Amerikaans mahonie (Swietenia), bahia rozenhout, cocobolo, palissander en pokhout (van de edele houtsoorten ebben dan weer niet), maar ook minder bekende houtsoorten als abachi, basralocus, cumaru, ipé, mansonia, padoek, panga panga, sapeli en wengé hebben etagebouw. De enige in Nederland inheemse soort waarvan het hout etagebouw heeft, is duindoorn (Hippophaë rhamnoides). 
De etages zijn vaak met het blote oog als dunne lijnen te zien, vooral op dosse vlakken. Soms moet hiervoor een loep gebruikt worden. 